# Camptomastix
Camptomastix é um gênero de mariposa pertencente à família Crambidae.